# Boncelles

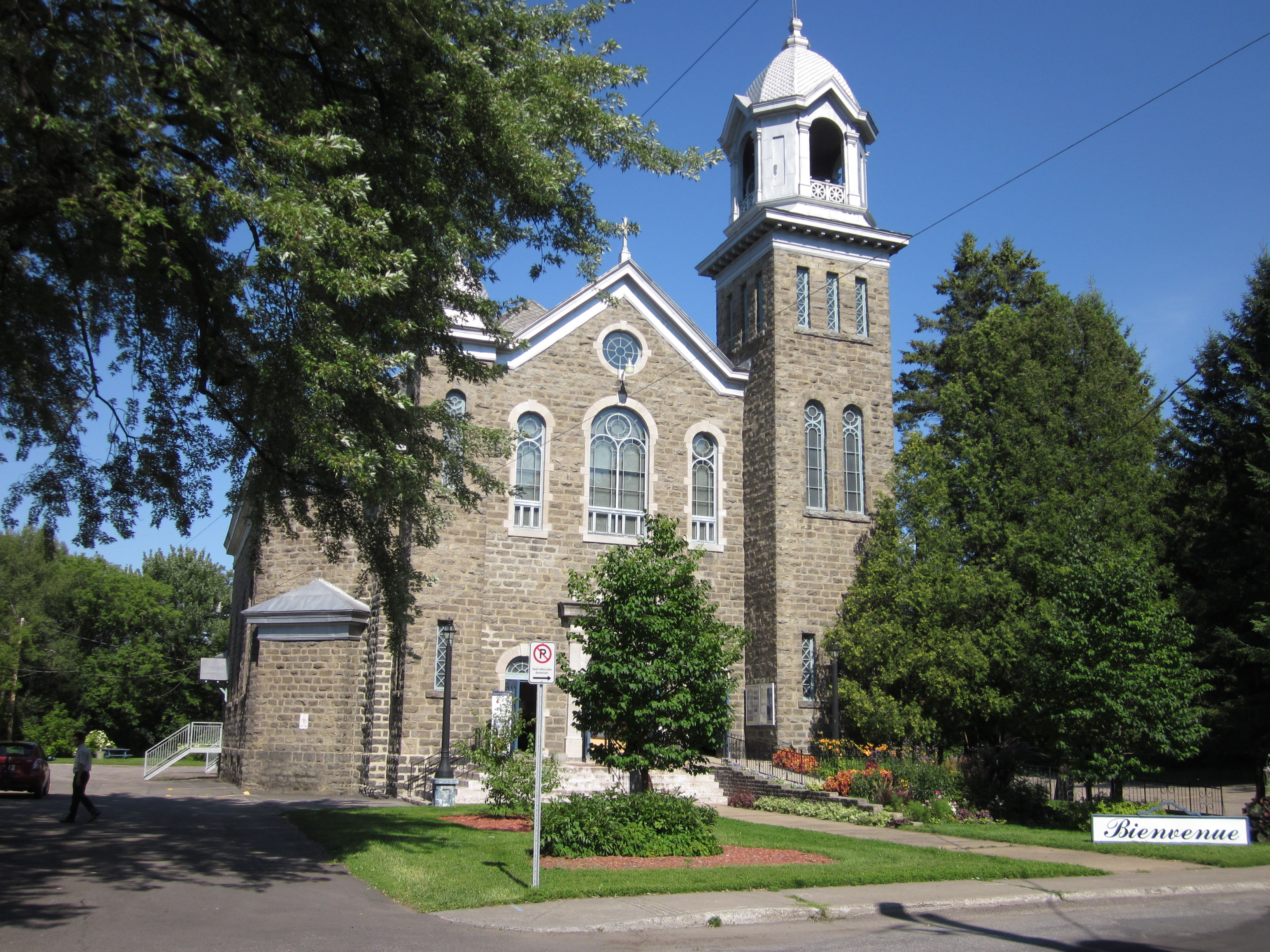
Onze-Lieve-Vrouw-Presentatiekerk

Boncelles is een plaats en deelgemeente van de Belgische gemeente Seraing, het was een zelfstandige gemeente tot aan de gemeentelijke herindeling van 1977. Boncelles ligt in de provincie Luik en is een slaapstad voor de stad Luik.
Langsheen de Route du Condroz (de gewestweg N63) ligt een opmerkelijke verzameling grootwarenhuizen.
In het noordelijk deel van Boncelles ligt fort Boncelles als onderdeel van de fortengordel rond Luik.

## Bezienswaardigheden
- De Onze-Lieve-Vrouw-van-de-Wegkapel (Chapelle Notre-Dame en Chemin) is een kerkje van 1957-1958 dat gebouwd is in zandsteenblokken en dat is gewijd aan de verkeersslachtoffers en gelegen langs de Route du Condroz (de N 63).
- De Onze-Lieve-Vrouw-Presentatiekerk (Église Notre-Dame de la Présentatiomn) is een in eclectische stijl uitgevoerd kerkgebouw van 1920, uitgevoerd in zandsteenblokken.
- Het Fort van Boncelles

## Natuur en landschap
De omgeving van Boncelles is zeer bosrijk met onder meer in het westen het Bois de la Vécquée. De hoogte aan de kerk bedraagt 244 meter.

## Demografische ontwikkeling
- Bronnen:NIS, Opm:1831 tot en met 1970=volkstellingen; 1976 = inwoneraantal op 31 december

## Nabijgelegen kernen
Ougrée, Tilff, Sart-Tilman, Plainevaux
Deelgemeenten: Boncelles · Jemeppe-sur-Meuse · Ougrée

Belgische gemeenten · arrondissement Luik · provincie Luik · Wallonië